# شاغو
شاغو هي قرية تقع في إقليم أراد في رومانيا. تبعد عن أراد 15 كم.

## السكان
حسب إحصائيات 2002 بلغ عدد سكان القرية 3,862 نسمة.